# 中川直木
中川 直木（なかがわ なおき、1913年（大正2年）9月20日 - 2000年（平成12年）1月16日）は、昭和から平成時代前期の政治家。埼玉県行田市長。行田市名誉市民。

## 概要
埼玉県北埼玉郡忍町（現行田市）出身。1931年（昭和6年）熊谷中学校を卒業し、忍町役場に奉職。行田市助役を経て、1959年（昭和34年）以来行田市長に8選。1975年（昭和50年）埼玉県市長会長、1983年（昭和58年）全国市長会副会長などを歴任し、1991年（平成3年）引退した。ほか、行田市農業委員会会長、行田市開発協会理事長を歴任した。

## 栄典
勲章等
- 1971年（昭和46年） - 藍綬褒章
- 1991年（平成3年） - 勲三等旭日中綬章

## 親族
- 息子 中川邦明（行田市議会議員、同議長）[5]
- 孫 中川コージ（戦略科学者）[5]